# Tubarão-baleia
O tubarão-baleia (nome científico: Rhincodon typus) é uma espécie de tubarão filtrador da ordem dos orectolobiformes e a maior espécie de peixe existente conhecida. O maior indivíduo confirmado tinha um comprimento de 20 metros (61,7 pés). O tubarão-baleia detém muitos recordes de tamanho no reino animal, sendo de longe o maior vertebrado não mamífero vivo. É o único membro do gênero Rhincodon e o único membro existente da família dos rincodontídeos (Rhincodontidae), que pertence à subclasse dos elasmobrânquios (Elasmobranchii) na classe Chondrichthyes. Antes de 1984 foi classificado como Rhiniodon nos rinodontídeos (Rhinodontidae).
O tubarão-baleia é encontrado em águas abertas dos oceanos tropicais e raramente é encontrado em águas abaixo de 21 °C (70 °F). Estudos analisando as bandas de crescimento vertebral e as taxas de crescimento de tubarões que nadam livremente estimaram a expectativa de vida do tubarão-baleia em 80-130 anos. Os tubarões-baleia têm bocas muito grandes e são filtradores, que é um modo de alimentação que ocorre em apenas dois outros tubarões, o tubarão-boca-grande e o tubarão-peregrino. Alimentam-se quase exclusivamente de plâncton e pequenos peixes e não representam uma ameaça para os seres humanos.
A espécie foi distinguida em abril de 1828 após o arpoamento de um espécime de 4,6 metros (15 pés) na baía da Mesa, África do Sul. Andrew Smith, um médico militar associado às tropas britânicas estacionadas na Cidade do Cabo, descreveu-o no ano seguinte. O nome "tubarão-baleia" refere-se ao tamanho do peixe, sendo tão grande quanto algumas espécies de baleias, e também por ser um filtrador como os misticetos.

## Etimologia
O nome vernáculo tubarão tem origem obscura, mas pode derivar de alguma das línguas nativas do Caribe. Seu registro mais antigo ocorre em 1500, como tubaram, na Carta de Pero Vaz de Caminha, e então como tuberão, em 1721. Baleia, por sua vez, deriva do latim balaena,ae, com sentido literal para se referir às baleias. Sua primeira ocorrência no português ocorre em 1274 como balea, e então no século XIII como balẽa.

## Descrição
As bocas do tubarão-baleia podem conter mais de 300 fileiras de dentes minúsculos e 20 almofadas de filtro que usa para filtrar a alimentação. Ao contrário de muitos outros tubarões, as bocas dos tubarões-baleia estão localizadas na frente da cabeça e não na parte inferior da cabeça. Foi relatado que um exemplar de 12,1 metros (39,7 pés) tinha uma boca de 1,55 metros (5,1 pés) de diâmetro. A cabeça é larga e plana com dois pequenos olhos nos cantos frontais. Os espiráculos estão localizados logo atrás dos olhos. Os tubarões-baleia têm cinco grandes pares de guelras. Sua pele é cinza escuro com uma barriga branca marcada com manchas e listras cinza-claras ou brancas que são únicas para cada indivíduo. Sua pele pode ter até 15 centímetros de espessura e é muito dura e áspera ao toque. Tem três cristas proeminentes ao longo de seus lados, que começam acima e atrás da cabeça e terminam no pedúnculo caudal.
Verificou-se que os tubarões-baleia possuem dentículos dérmicos na superfície de seus globos oculares que são estruturados de forma diferente dos dentículos do corpo. Esses dentículos servem para proteger o olho contra danos, juntamente com a capacidade do tubarão-baleia de retrair seu olho profundamente em sua órbita. O genoma completo e anotado do tubarão-baleia foi publicado em 2017. Evidências sugerem que os tubarões-baleia podem se recuperar de ferimentos graves e podem regenerar pequenas seções de suas barbatanas.

### Tamanho
O tubarão-baleia é o maior animal não cetáceo do mundo. Evidências sugerem que exibe dimorfismo sexual em relação ao tamanho, com os machos não crescendo tão grandes quanto as fêmeas. Um estudo analisou o crescimento de espécimes ao longo de 10 anos. Concluiu que os machos atingem em média 8 a 9 metros (26 a 30 pés) de comprimento; embora isso não represente o tamanho máximo possível. O mesmo estudo previu que as fêmeas atingiriam um comprimento de cerca de 14,5 metros (48 pés) em média, com base em dados mais limitados. Estudos anteriores estimando o crescimento e a longevidade dos tubarões-baleia produziram estimativas que variam de 14 a 21,9 metros (46 a 72 pés) de comprimento. Evidências limitadas, principalmente de machos, sugerem que a maturidade sexual ocorre em torno de 8 a 9 metros (26 a 30 pés) de comprimento, com as fêmeas possivelmente amadurecendo em um tamanho semelhante ou maior. O comprimento máximo da espécie é incerto devido à falta de documentação detalhada dos maiores indivíduos relatados. Vários tubarões-baleia com cerca de 18 metros (59 pés) de comprimento foram relatados. Os grandes tubarões-baleia são difíceis de medir com precisão, tanto na terra quanto na água. Quando medido em terra, o comprimento total pode ser afetado pela forma como a cauda está posicionada, seja inclinada como seria em vida ou esticada ao máximo possível. Historicamente, técnicas como comparações com objetos de tamanho conhecido e cordas com nós têm sido usadas para medições na água e podem apresentar imprecisões. Em 2011, a fotogrametria a laser foi proposta para melhorar a precisão da medição na água.

### Relatos de grandes indivíduos

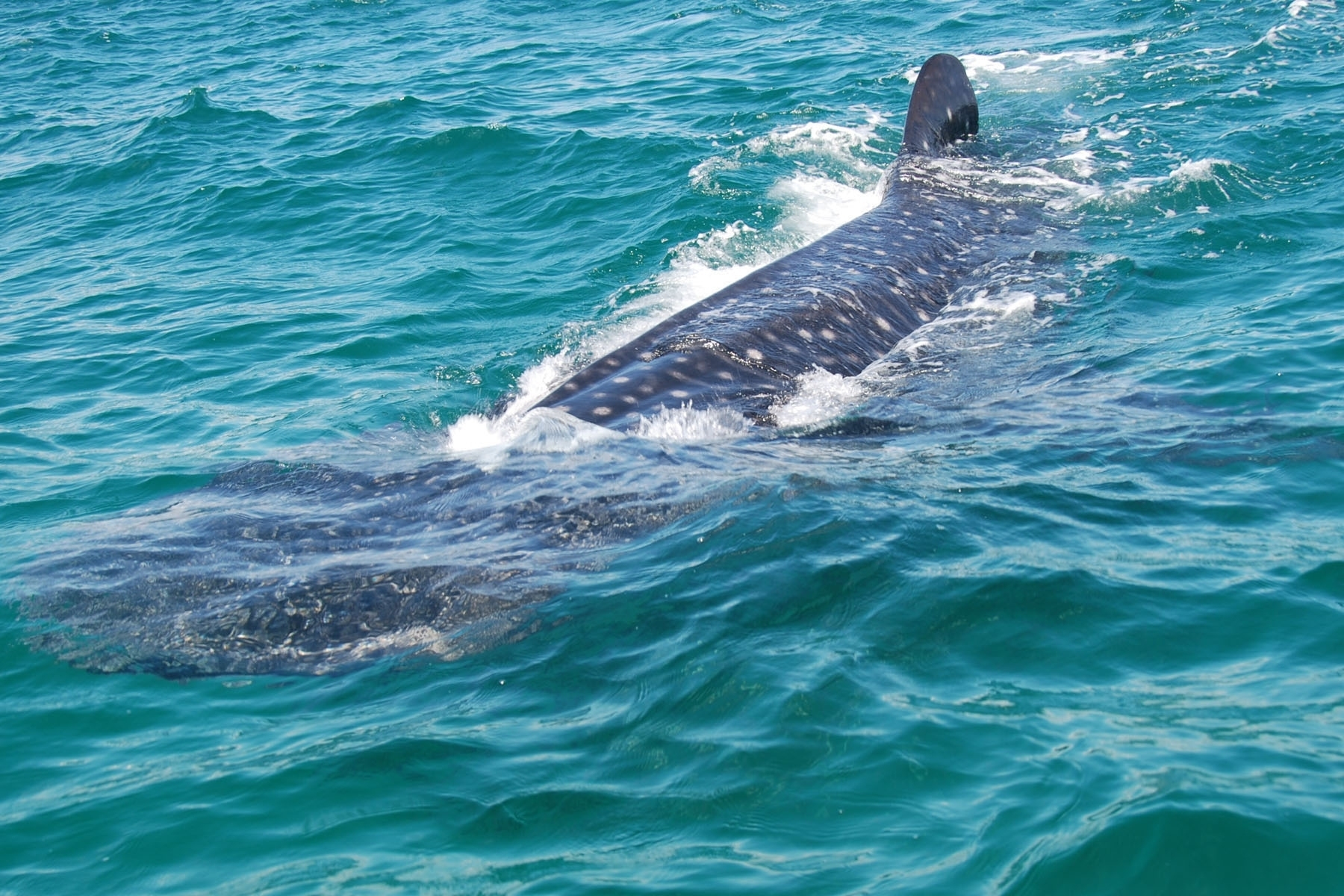
Indivíduo no Caribe

Em 1868, o cientista natural irlandês Edward Perceval Wright obteve vários pequenos espécimes de tubarão-baleia nas Seicheles. Wright foi informado de um tubarão-baleia que foi medido como superior a 45 pés (14 metros) e outros acima de 21 metros (70 pés). O próprio, inclusive, relatou ter observado espécimes acima de 15 metros (50 pés). Hugh McCormick Smith descreveu um enorme animal capturado em uma armadilha de bambu na Tailândia em 1919. O tubarão era pesado demais para ser puxado à praia, e nenhuma medida foi feita. Smith aprendeu através de fontes independentes que tinha pelo menos 10 wa (uma unidade tailandesa de comprimento entre os braços estendidos de uma pessoa). Smith observou que um wa poderia ser interpretado como 2 metros (6,6 pés) ou a média aproximada de 1,7 a 1,8 metros (5,6–5,9 pés), e pesava aproximadamente 37 toneladas (81 500 libras) com base nos pescadores locais. Fontes posteriores afirmaram que este tubarão-baleia tinha aproximadamente 18 metros (59 pés), com um peso de 43 toneladas, mas a precisão da estimativa foi questionada. Em 1934, um navio chamado Maunganui encontrou um tubarão-baleia no sul do Oceano Pacífico, abalroou-o e o tubarão ficou preso na proa do navio, supostamente com 15 pés (4,6 metros) de um lado e 40 pés (12,2 metros) do outro, sugerindo um comprimento total de cerca de 55 pés (17 metros).
Scott A. Eckert e Brent S. Stewart relataram o rastreamento por satélite de tubarões-baleia entre 1994 e 1996. Dos 15 indivíduos rastreados, duas fêmeas foram relatadas medindo 15 metros (49 pés) e 18 metros (59 pés), respectivamente. Um tubarão-baleia de 20,75 metros (68,1 pés) de comprimento foi relatado como encalhado ao longo da costa de Ratenaguiri em 1995. Uma fêmea com um comprimento padrão de 15 metros (49,2 pés) (e um comprimento total estimado em 18,8 metros (61,7 pés)) foi relatado no Mar Arábico em 2001. Em um estudo de 2015 analisando o tamanho da megafauna marinha, McClain e colegas consideraram essa fêmea como a mais confiável e medida com precisão. Em 7 de fevereiro de 2012, um grande tubarão-baleia foi encontrado flutuando a 150 quilômetros da costa de Carachi, no Paquistão. O comprimento do espécime foi dito estar entre 11 e 12 metros (36 e 39 pés), com um peso de cerca de 15 mil quilos (33 mil libras).

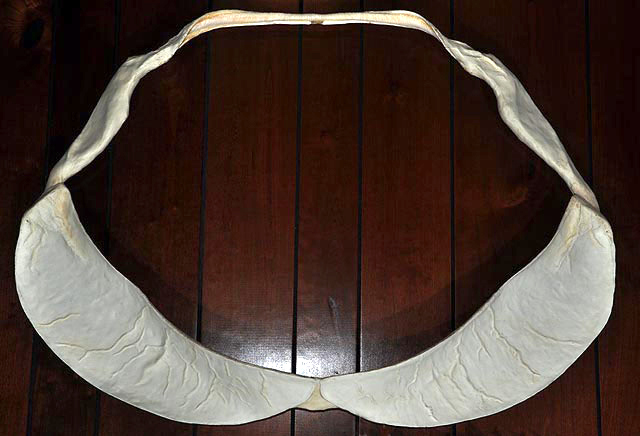
Mandíbula
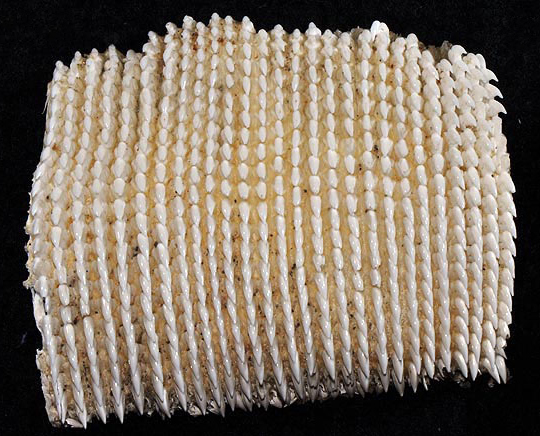
Dentes
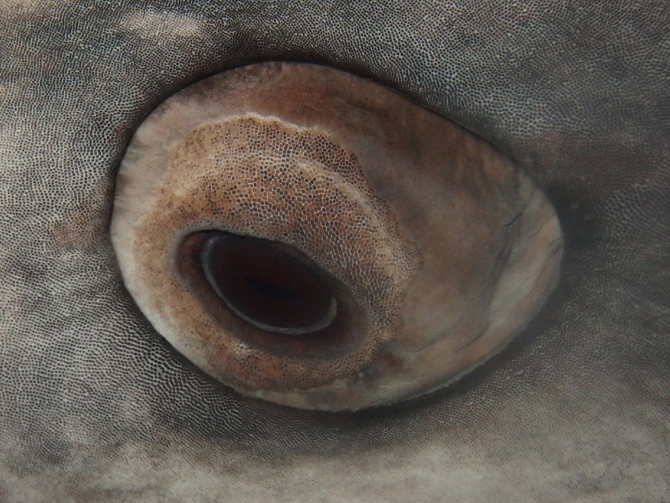
Olho
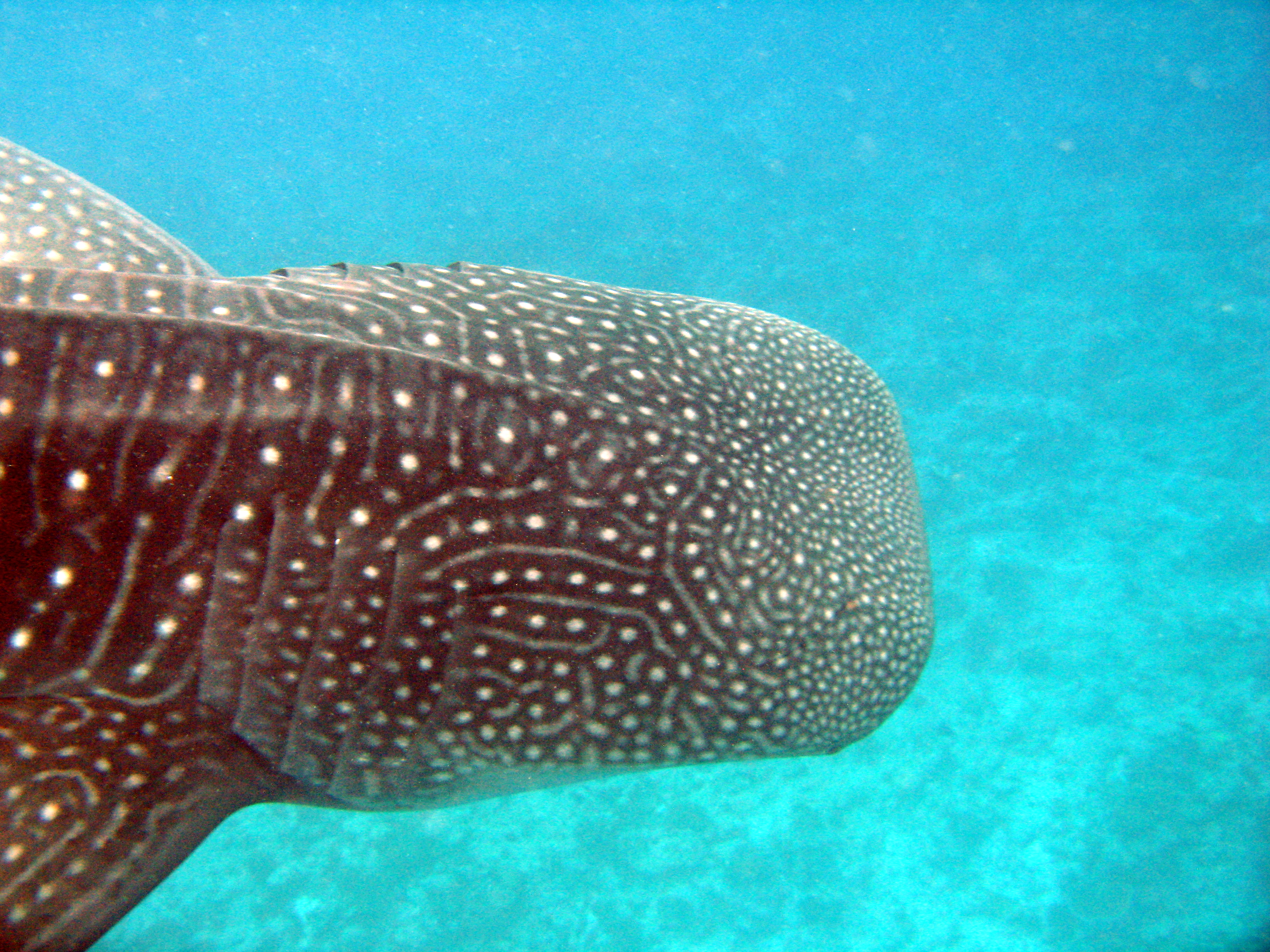
Topo da cabeça

## Distribuição e habitat

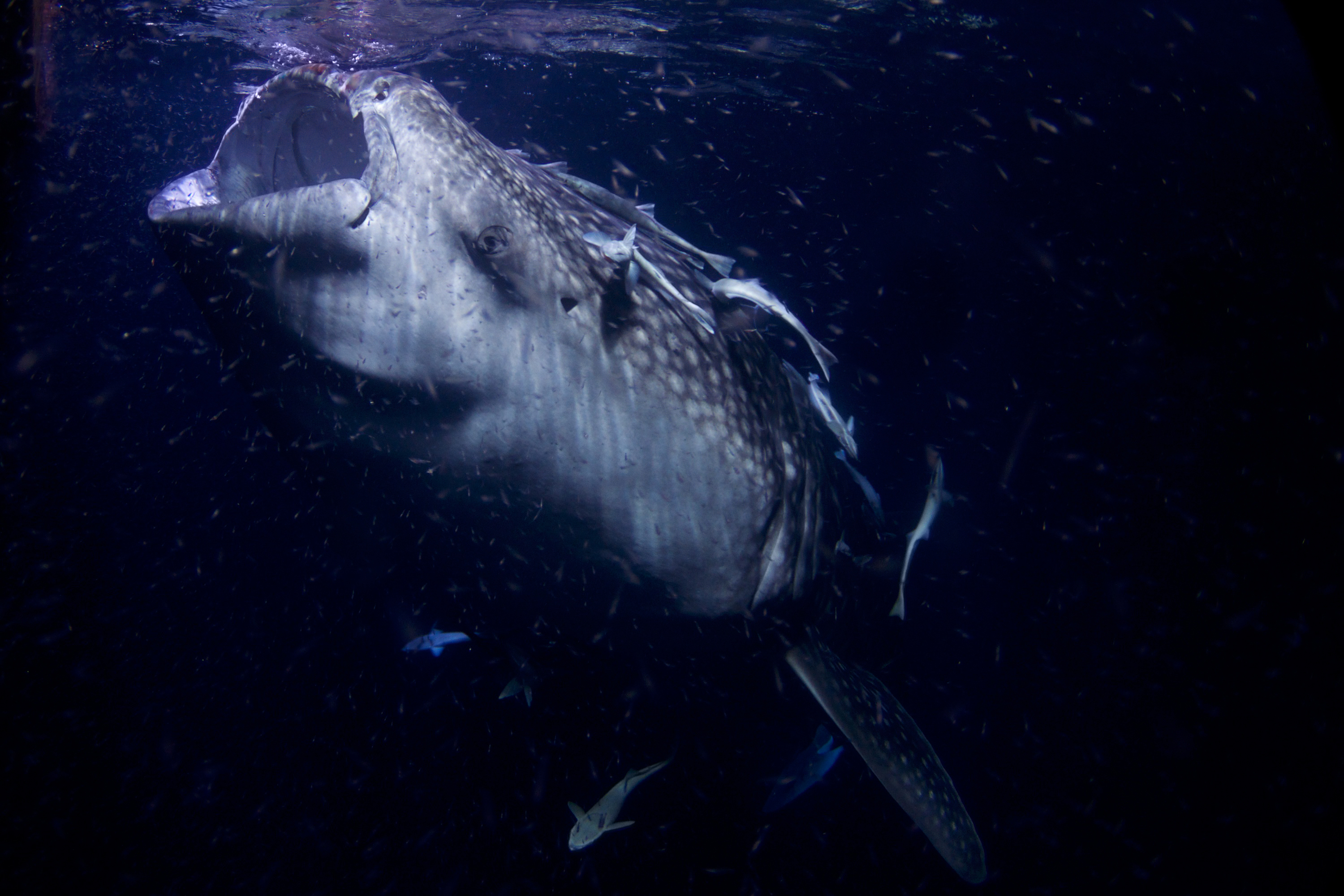
Tubarão baleia filtrando plâncton nas Maldivas

O tubarão-baleia habita todos os mares tropicais e temperados quentes. É principalmente pelágico e pode ser encontrado em habitats costeiros e oceânicos vivendo em mar aberto, mas não nas maiores profundidades do oceano, embora se saiba que ocasionalmente mergulha a profundidades de até 1 900 metros (6 200 pés). É migratório e tem duas subpopulações distintas: uma atlântica, do Maine e dos Açores ao Cabo das Agulhas, na África do Sul, e uma indo-pacífica que detém 75% de toda a população de tubarões-baleia. Geralmente vaga entre 30 °N e 35 °S, onde as temperaturas da água são superiores a 21 °C (70 °F), mas foram vistos ao norte como a Baía de Fundy, no Canadá, no mar de Ocótsqui, ao norte do Japão, e ao sul de Vitória, na Austrália.
Agregações sazonais de alimentação ocorrem em vários locais costeiros, como o Golfo Pérsico e Golfo de Omã, costa de Ningaloo na Austrália Ocidental, ilha Darwin nas Galápagos, Quintana Roo no México, província de Inhambane em Moçambique, Filipinas, em torno de Mahé nas Seicheles, as costas de Guzerate< e Querala da Índia, Taiuã, sul da China e Catar. Em 2011, mais de 400 tubarões-baleia se reuniram na costa de Iucatã. Foi um dos maiores encontros registrados. As agregações nessa área estão entre as reuniões sazonais mais confiáveis conhecidas por tubarões-baleia, com grandes números ocorrendo na maioria dos anos entre maio e setembro. O ecoturismo associado cresceu rapidamente para níveis insustentáveis.

## Crescimento e reprodução

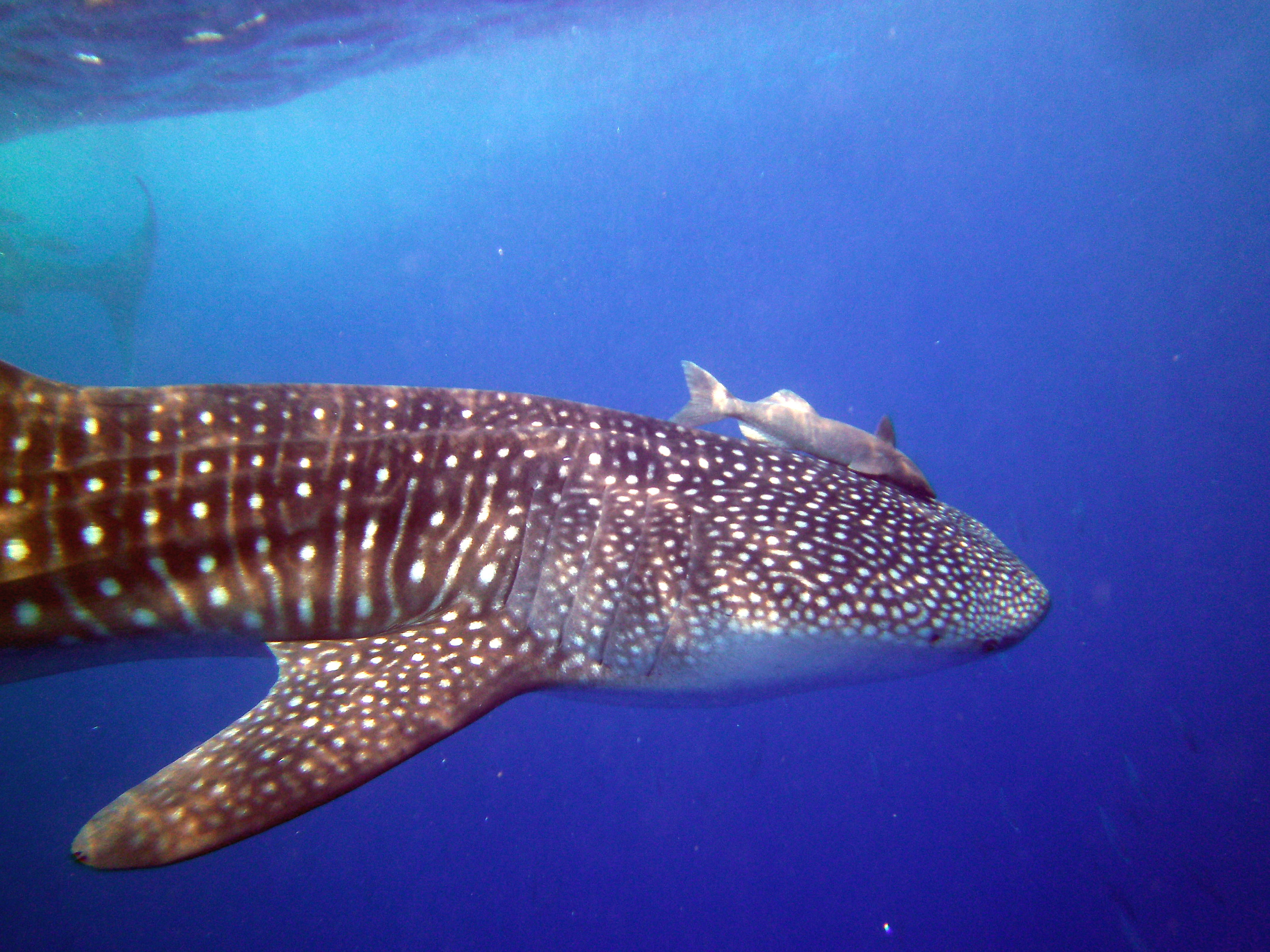
tubarão baleia com uma rêmora

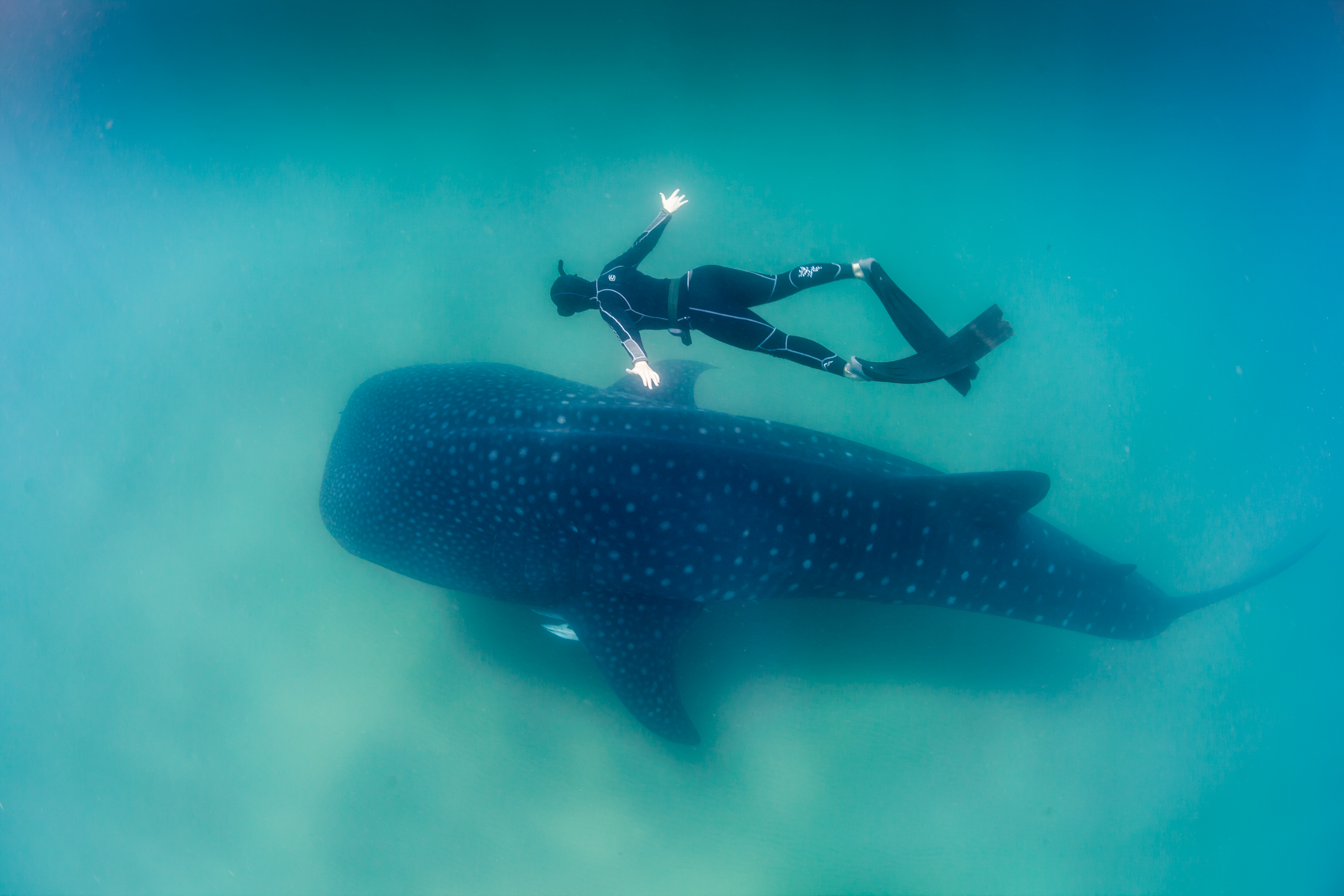
mergulhador nadando com um tubarão baleia

Crescimento, longevidade e reprodução do tubarão-baleia são pouco compreendidos. Havia incerteza sobre se as bandas de crescimento das vértebras são formadas anualmente ou semestralmente, o que é importante para determinar a idade, o crescimento e a longevidade dos tubarões-baleia. Um estudo de 2020 comparou a proporção de isótopos de carbono-14 encontrados em bandas de crescimento de vértebras de tubarão-baleia com eventos de testes nucleares nas décadas de 1950-60 e descobriu que as bandas de crescimento são estabelecidas anualmente. O estudo encontrou uma idade de 50 anos para uma fêmea de 10 metros (33 pés) e 35 anos para um macho de 9,9 metros. Vários estudos analisando as bandas de crescimento das vértebras e medindo os tubarões-baleia na natureza estimaram sua expectativa de vida de ~ 80 anos e até ~ 130 anos.
Evidências sugerem que os machos crescem mais rápido que as fêmeas nos estágios iniciais da vida, mas acabam atingindo um tamanho máximo menor. Os tubarões-baleia exibem maturidade sexual tardia. Um estudo que analisou tubarões-baleia que nadam livremente estimou a idade de maturidade dos machos em aproximadamente 25 anos. A parto de tubarões-baleia não foi observada, mas o acasalamento foi testemunhado duas vezes em Santa Helena. O acasalamento nesta espécie foi filmado pela primeira vez em tubarões-baleia na costa de Ningaloo via avião em 2019, quando um macho maior tentou sem sucesso acasalar com uma fêmea menor e imatura. A captura de uma fêmea de ~10,6 metros (35 pés) em julho de 1996 que estava grávida de ~300 filhotes indicou que os tubarões-baleia são ovovivíparos. Os ovos permanecem no corpo e as fêmeas dão à luz filhotes vivos com 40 a 60 centímetros de comprimento. Evidências indicam que os filhotes não nascem todos de uma vez, mas a fêmea retém o esperma de um acasalamento e produz um fluxo constante de filhotes por um período prolongado.
Em 7 de março de 2009, cientistas marinhos nas Filipinas descobriram o que se acredita ser o menor espécime vivo do tubarão-baleia. O jovem tubarão, medindo apenas 38 centímetros (15 polegadas), foi encontrado com a cauda amarrada a uma estaca em uma praia em Pilar, Sorsogon, Filipinas, e foi solto na natureza. Com base nessa descoberta, alguns cientistas não acreditam mais que essa área seja apenas um campo de alimentação; este sítio pode ser um local de nascimento, também. Tanto tubarões-baleia jovens quanto fêmeas grávidas foram vistos nas águas de Santa Helena, no Oceano Atlântico Sul, onde numerosos tubarões-baleia podem ser vistos durante o verão. Em um relatório do Rappler em agosto de 2019, tubarões-baleia foram avistados durante as atividades de identificação por foto do World Wide Fund for Nature (WWF) Filipinas no primeiro semestre do ano. Houve um total de 168 avistamentos – 64 deles “reaparições” ou reaparecimentos de tubarões-baleia registrados anteriormente. O WWF observou que "juvenis muito jovens de tubarões-baleia" foram identificados entre os 168 indivíduos. Sua presença sugere que o passo de Ticao pode ser um terreno de filhotes, aumentando ainda mais a importância ecológica da área.

## Dieta

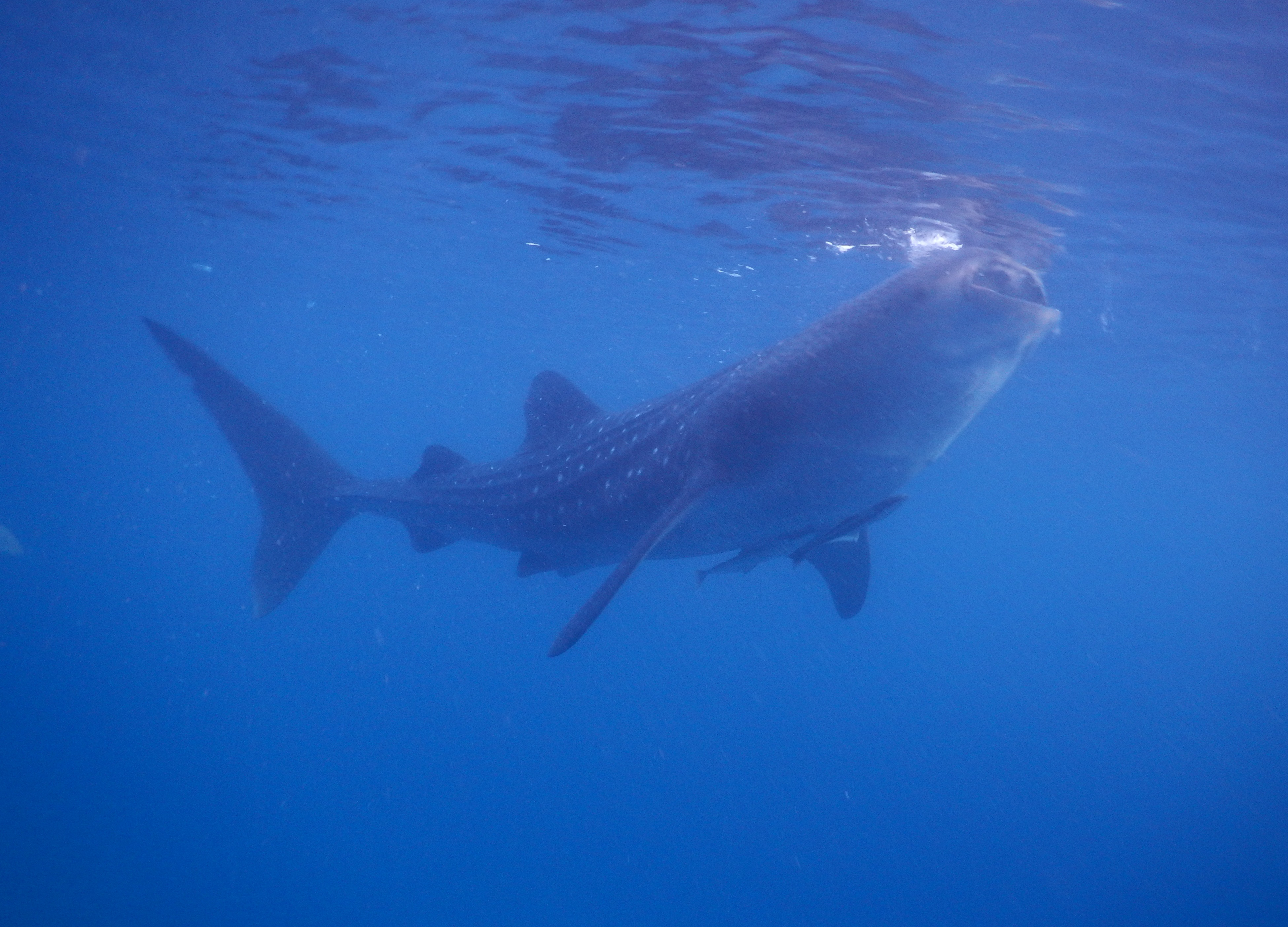
Um tubarão-baleia nas Filipinas com rêmoras

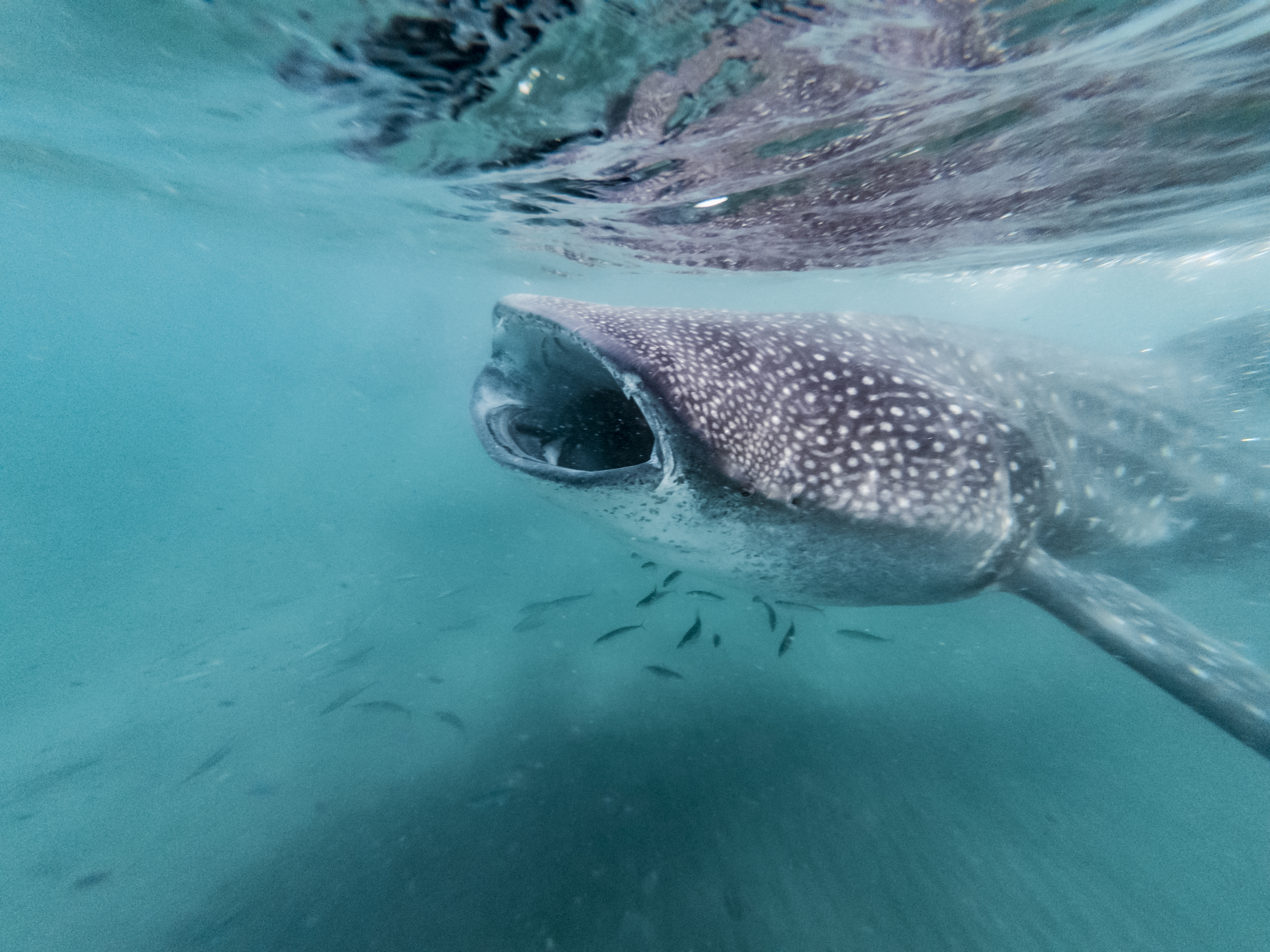
Tubarão-baleia com boca aberta se alimentando em La Paz, México

O tubarão-baleia é um animal filtrador – uma das três únicas espécies conhecidas de tubarões que se alimentam de filtros (junto com o tubarão-peregrino e o tubarão-boca-grande). Alimenta-se de plâncton, incluindo copépodes, krill, ovas de peixe, larvas de caranguejo vermelho (Gecarcoidea natalis) da ilha Christmas e pequena vida nectônica, como pequenas lulas ou peixes. Também se alimenta de nuvens de ovos durante a desova em massa de peixes e corais. As muitas fileiras de dentes vestigiais não desempenham nenhum papel na alimentação. A alimentação ocorre tanto por filtração, na qual o animal abre a boca e nada para frente, empurrando água e comida para dentro da boca, quanto por alimentação ativa por sucção, na qual o animal abre e fecha a boca, sugando volumes de água que são então expelido pelas brânquias. Em ambos os casos, as almofadas do filtro servem para separar os alimentos da água. Presume-se que essas estruturas únicas, semelhantes às peneiras pretas, sejam rastros branquiais modificados. A separação de alimentos em tubarões-baleia é por filtração de fluxo cruzado, na qual a água viaja quase paralela à superfície da almofada do filtro, não perpendicularmente através dela, antes de passar para o exterior, enquanto partículas de alimentos mais densas continuam na parte de trás da garganta. Este é um método de filtragem extremamente eficiente que minimiza a incrustação da superfície da almofada do filtro. Os tubarões-baleia foram observados "tossindo", presumivelmente para limpar o acúmulo de partículas das almofadas. Os tubarões-baleia migram para se alimentar e possivelmente para se reproduzir.
O tubarão-baleia é um alimentador ativo, visando concentrações de plâncton ou peixes. É capaz de se alimentar por filtragem passiva ou pode engolir em uma posição estacionária. Isso contrasta com o tubarão-peregrino de alimentação passiva, que não bombeia água. Em vez disso, nada para forçar a água através de suas brânquias. Estima-se que um tubarão-baleia juvenil coma 21 quilos (46 libras) de plâncton por dia. O programa Planet Earth da BBC filmou um tubarão-baleia se alimentando de um cardume de pequenos peixes. O mesmo documentário mostrou imagens de um tubarão-baleia cronometrando sua chegada para coincidir com a desova em massa de cardumes de peixes e se alimentando das nuvens resultantes de ovos e esperma. Os tubarões-baleia são conhecidos por atacar uma variedade de organismos planctônicos e pequenos nectônicos que são espaço-temporalmente irregulares. Estes incluem krill, larvas de caranguejo, águas-vivas, sardinhas, anchovas, cavalas, pequenos atuns e lulas. Na alimentação de filtragem passiva, o peixe nada para frente em velocidade constante com a boca totalmente aberta, puxando as partículas de presas da água por propulsão para frente. Devido ao seu modo de alimentação, os tubarões-baleia são suscetíveis à ingestão de microplásticos. Como tal, a presença de microplásticos em fezes de tubarão-baleia foi recentemente confirmada.

## Relação com humanos

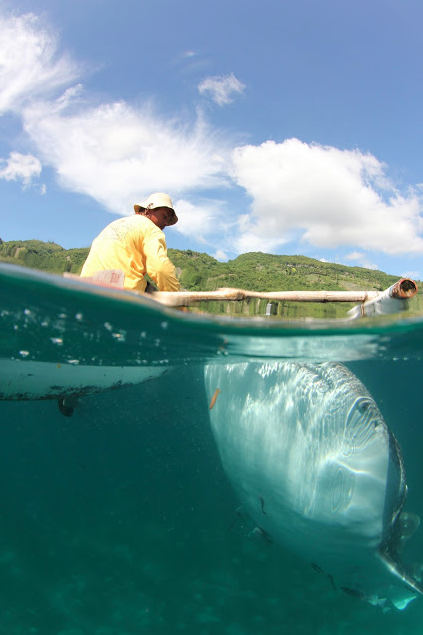
Exemplar sendo alimentado com camarões em Oslob, nas Filipinas

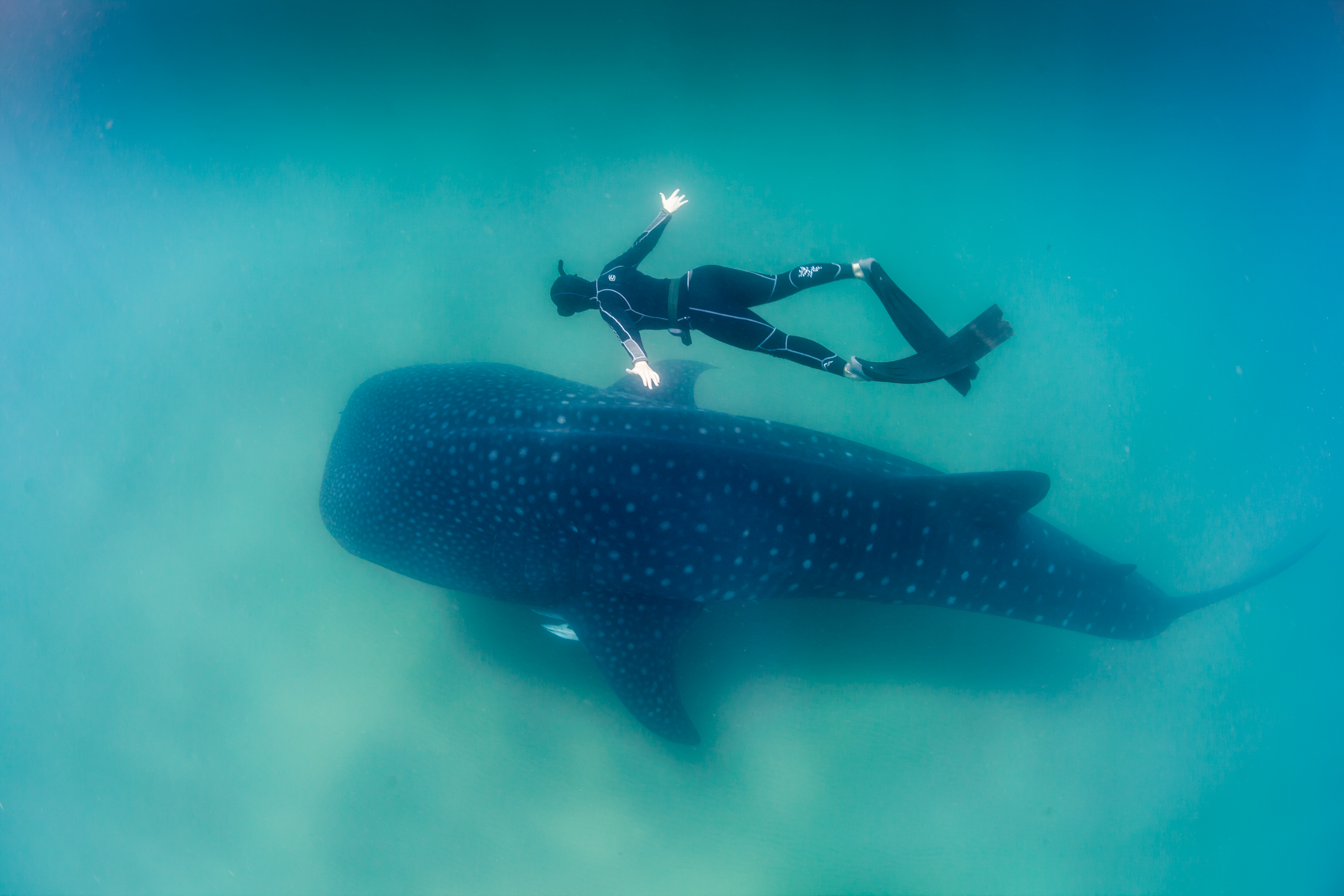
Adulto nadando com mergulhador

### Comportamento com mergulhares
Apesar de seu tamanho, o tubarão-baleia não representa nenhum perigo para os seres humanos. São peixes dóceis e às vezes permitem que os nadadores peguem uma carona, embora essa prática seja desencorajada por cientistas de tubarões e conservacionistas por causa da perturbação aos tubarões. Os tubarões-baleia mais jovens são gentis e podem brincar com mergulhadores. Fotógrafos subaquáticos como Fiona Ayerst os fotografaram nadando perto de humanos sem nenhum perigo.
O tubarão é visto por mergulhadores em muitos lugares, incluindo as ilhas da Baía em Honduras, Tailândia, Indonésia, Filipinas, Maldivas perto de Maamiguili (Atol de Ari do Sul), mar Vermelho, Austrália Ocidental (costa de Ningaloo, Ilha Christmas), Taiuã, Panamá (Coiba), Belize, Tofo em Moçambique, baía de Soduana (Parque Pantanal da Grande Santa Lúcia) na África do Sul, ilhas Galápagos, Santa Helena, ilha das Mulheres (mar do Caribe), La Paz na Baixa Califórnia Sul, e Baía dos Anjos no México, Seicheles, Malásia Ocidental, ilhas peninsulares orientais da Malásia, Índia, Seri Lanca, Omã, Fujeira, Porto Rico e outras partes do Caribe. Os juvenis podem ser encontrados perto da costa no golfo de Tajura, perto de Jibuti, no chifre da África.

### Estado de conservação
Atualmente, não há estimativa robusta da população global de tubarões-baleia. A espécie é considerada ameaçada pela União Internacional para a Conservação da Natureza (UICN / IUCN) devido aos impactos da pesca, perdas em capturas acessórias e colisões com navios, combinados com sua longa vida útil e maturação tardia. Em junho de 2018, o Departamento de Conservação da Nova Zelândia classificou-o como "Migrante" com o qualificador "seguro no exterior" sob o Sistema de Classificação de Ameaças da Nova Zelândia. Ele está listado, junto com outras seis espécies de tubarões, sob o Memorando de Entendimento sobre a Conservação de Tubarões Migratórios da Convenção sobre a Conservação das Espécies Migratórias de Animais Silvestres (CMS). Em 1998, as Filipinas proibiram toda pesca, venda, importação e exportação de tubarões-baleia para fins comerciais, seguido pela Índia em maio de 2001, e Taiuã em maio de 2007.
Em 2010, o derramamento de óleo no Golfo do México resultou em 4 900 000 barris (780 000 metros cúbicos) de óleo fluindo para uma área ao sul do delta do Rio Mississippi, onde um terço de todos os avistamentos de tubarões-baleia na parte norte do golfo ocorreram nos últimos anos. Avistamentos confirmaram que os tubarões-baleia não conseguiram evitar a mancha de óleo, que estava situada na superfície do mar, onde os tubarões-baleia se alimentam por várias horas. Nenhum tubarão-baleia morto foi encontrado. Esta espécie também foi adicionada ao Apêndice II da Convenção sobre Comércio Internacional de Espécies Ameaçadas de Fauna e Flora Selvagens (CITES) em 2003 para regular o comércio internacional de espécimes vivos e suas partes. Centenas de tubarões-baleia são mortos ilegalmente todos os anos na China por causa de suas barbatanas, peles e óleo. No Brasil, em 2005, foi listado como vulnerável na Lista de Espécies da Fauna Ameaçadas do Espírito Santo; em 2007, como em perigo na Lista de espécies de flora e fauna ameaçadas de extinção do Estado do Pará; em 2010, como vulnerável no Livro Vermelho da Fauna Ameaçada no Estado do Paraná; em 2014, como vulnerável na Portaria MMA N.º 444 de 17 de dezembro de 2014; em 2017 como vulnerável na Lista Oficial das Espécies da Fauna Ameaçadas de Extinção do Estado da Bahia; e em 2018, como vulnerável no Livro Vermelho da Fauna Brasileira Ameaçada de Extinção do Instituto Chico Mendes de Conservação da Biodiversidade (ICMBio).

### Cativeiro

Exemplar exposto no Aquário da Geórgia

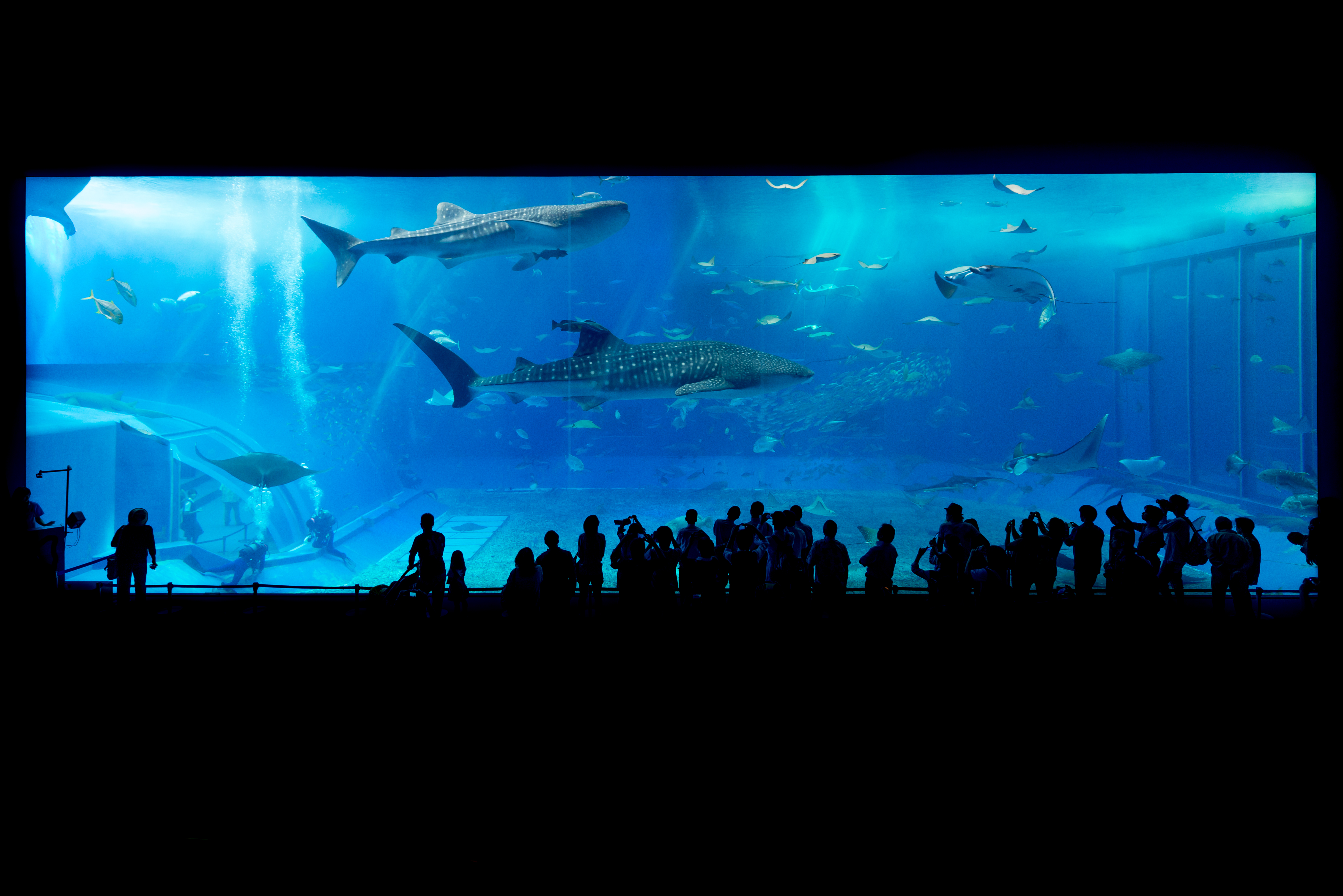
Exemplares no Aquário Oquinaua Churaumi

O tubarão-baleia é popular nos poucos aquários públicos que o mantêm, mas seu tamanho grande significa que um tanque muito grande é necessário e tem requisitos de alimentação especializados. Seu grande tamanho e posição icônicos também alimentaram uma oposição à manutenção da espécie em cativeiro, especialmente após a morte precoce de alguns tubarões-baleia em cativeiro e certos aquários chineses mantendo a espécie em tanques relativamente pequenos. A primeira tentativa de manter os tubarões-baleia em cativeiro foi em 1934, quando um indivíduo foi mantido por cerca de quatro meses em uma baía natural em Izu, Japão. A primeira tentativa de manter tubarões-baleia em um aquário foi iniciada em 1980 pelo Aquário Oquinaua Churaumi (então conhecido como Aquário Oquinaua Ocean Expo) no Japão. Desde 1980, vários foram mantidos em Oquinaua, principalmente obtidos de capturas acidentais em redes costeiras lançadas por pescadores (nenhum após 2009), mas dois foram encalhes. Vários deles já estavam fracos devido à captura / encalhe e alguns foram liberados, mas as taxas iniciais de sobrevivência em cativeiro eram baixas. Depois que as dificuldades iniciais na manutenção da espécie foram resolvidas, alguns sobreviveram em cativeiro a longo prazo. O recorde de um tubarão-baleia em cativeiro é um indivíduo que, a partir de 2021, viveu por mais de 26 anos em Oquinaua. Após Oquinaua, o Aquário de Osaca começou a manter tubarões-baleia e a maior parte da pesquisa básica sobre a manutenção da espécie foi feita nessas duas instituições.
Desde meados da década de 1990, vários outros aquários mantiveram as espécies no Japão (Aquário de Cagoxima, Marine World de Quinosaqui, Aquário de Notojima, Aquário Ecológico de Oita e Paraíso Marinho de Iocoama Haqueijima), Coreia do Sul (Aqua Planet de Jeju), China (Chimelong Ocean Kingdom, Aquário de Daliã, Aquário de Cantão no Zoológico de Cantão, Qingdao Polar Ocean World e Aquário de Iantai), Taiuã (Museu Nacional de Biologia Marinha e Aquário), Índia (Aquário de Tiruvanantapura) e Dubai (Atlantis), com alguns mantendo tubarões-baleia por anos e outros apenas por um período muito curto. O tubarão-baleia mantido no Atlantis de Dubai foi resgatado de águas rasas em 2008 com extensas escoriações nas barbatanas e após a reabilitação foi solto em 2010, tendo vivido 19 meses em cativeiro. O Marine Life Park em Singapura planejava manter tubarões-baleia, mas descartou essa ideia em 2009.
Fora da Ásia, o primeiro e até agora único lugar para manter os tubarões-baleia é o Aquário da Geórgia em Atlanta, Estados Unidos. Isso é incomum por causa do tempo de transporte comparativamente longo e da logística complexa necessária para levar os tubarões ao aquário, variando entre 28 e 36 horas. A Geórgia mantém dois tubarões-baleia: dois machos, Taroko e Yushan, que chegaram em 2007. Dois machos anteriores no aquário, Ralph e Norton, morreram em 2007. Trixie morreu em 2020. Alice morreu em 2021. Os tubarões-baleia da Geórgia foram todos importados de Taiuã e retirados da cota de pesca comercial da espécie, geralmente usada localmente para alimentação. Taiuã encerrou totalmente esta pescaria em 2008.

### Cultura humana
Em Madagascar, os tubarões-baleia são chamados de marokintana em malgaxe, que significa "muitas estrelas", devido o aparecimento das marcas nas costas do tubarão. Nas Filipinas, é chamado de butanding e balilan. O tubarão-baleia é apresentado no verso da nota de 100 pesos das Filipinas. Por lei, os praticantes de esnórquel devem manter uma distância de 1,2 metro (4 pés) dos tubarões e há uma multa e uma possível sentença de prisão para quem tocar nos animais. Os tubarões-baleia também são conhecidos como jinbei-zame no Japão (porque suas marcas se assemelham a padrões normalmente vistos em jinbei); gurano bintang na Indonésia; e ca ong (literalmente "peixe senhor") no Vietnã.
1. 1 2 3 4 5 6  Pierce, S.J.; Norman, B. (2016). «Rhincodon typus». Lista Vermelha de Espécies Ameaçadas. 2016: e.T19488A2365291. doi:10.2305/IUCN.UK.2016-1.RLTS.T19488A2365291.en. Consultado em 15 de abril de 2022
2. 1 2  Smith, Andrew (5 de novembro de 1828). «Descriptions of New or imperfectly known Objects of the Animal Kingdom, found in the South of Africa». The South African Commercial Advertiser. 3 (145)  – via Center for Research Libraries Document Delivery System
3. ↑  Penrith, M. J. (1972). «Earliest Description and Name for the Whale Shark». Copeia. 1972 (2). 362 páginas. JSTOR 1442501. doi:10.2307/1442501
4. ↑  Melville, R. V. (1981). «Opinion 1278. The Generic Name Rhincodon A. Smith, 1829 (Pisces): Conserved». The Bulletin of Zoological Nomenclature. 41 (4): 215–217. Cópia arquivada em 16 de abril de 2022
5. 1 2 3 4  «Rhincodon typus Smith, 1828». WORMS - World Register of Marine Species. Consultado em 15 de abril de 2022. Cópia arquivada em 3 de janeiro de 2022
6. ↑  Müller, J.; Henle, J. (1841). Systematische Beschreibung der Plagiostomen. Berlin: Veit und Comp. p. 77. Cópia arquivada em 16 de abril de 2022
7. 1 2 3 4  McClain, C. R.; Balk, M. A.; Benfield, M. C.; Branch, T. A.; Chen, C.; Cosgrove, J.; Dove, A. D. M.; Gaskins, L. C.; Helm, R. R.; Hochberg, F. G.; Lee, F. B.; Marshall, A.; McMurray, S. E.; Schanche, C.; Stone, S. N.; Thaler, A. D. (2015). «Sizing ocean giants: patterns of intraspecific size variation in marine megafauna». PeerJ: 3:e715. doi:10.7717/peerj.715
8. 1 2 3 4  Hsu, Hua Hsun; Joung, Shoou Jeng; Hueter, Robert E.; Liu, Kwang Ming (2014). «Age and growth of the whale shark (Rhincodon typus) in the north-western Pacific». Marine and Freshwater Research. 65 (12). 1145 páginas. ISSN 1323-1650. doi:10.1071/MF13330
9. 1 2 3 4 5 6  Colman, J. G.  Froese, Ranier; Pauly, Daniel, eds. «Rhincodon typus». FishBase. Consultado em 17 de setembro de 2006
10. 1 2 3 4 5  Perry, Cameron T.; Figueiredo, Joana; Vaudo, Jeremy J.; Hancock, James; Rees, Richard; Shivji, Mahmood (2018). «Comparing length-measurement methods and estimating growth parameters of free-swimming whale sharks (Rhincodon typus) near the South Ari Atoll, Maldives». Marine and Freshwater Research. 69 (10). 1487 páginas. ISSN 1323-1650. doi:10.1071/MF17393
11. ↑  Martin, R. Aidan. «Rhincodon or Rhiniodon? A Whale Shark by Any Other Name». ReefQuest Centre for Shark Research. Cópia arquivada em 1 de janeiro de 2021
12. ↑  Brunnschweiler, J. M.; Baensch, H.; Pierce, S. J.; Sims, D. W. (3 de fevereiro de 2009). «Deep-diving behaviour of a whale shark Rhincodon typus during long-distance movement in the western Indian Ocean». Journal of Fish Biology. 74 (3): 706–14. PMID 20735591. doi:10.1111/j.1095-8649.2008.02155.x
13. ↑  Grande Dicionário Houaiss, verbete tubarão
14. ↑  Grande Dicionário Houaiss, verbete baleia
15. ↑  Compagno, L. J. V. «Species Fact Sheet, Rhincodon typus». Roma: Organização das Nações Unidas para a Alimentação e a Agricultura é uma das agências das Nações Unidas. Consultado em 19 de setembro de 2006. Cópia arquivada em 18 de março de 2021
16. ↑  «Whale Sharks, Rhincodon typus». MarineBio.org. Consultado em 17 de maio de 2018
17. ↑  Kaikini, A. S.; Ramamohana Rao, V.; Dhulkhed, M. H. (1959). «A note on the whale shark Rhincodon typus Smith, stranded off Mangalore». Central Marine Fisheries Research Unit, Mangalore. Cópia arquivada em 16 de abril de 2022
18. ↑  Norman, Brad (2002). CITES identification manual. Camberra: Environment Australia. ISBN 0-642-54900-1. OCLC 54364165
19. ↑  Tomita, Taketeru; Murakumo, Kiyomi; Komoto, Shinya; Dove, Alistair; Kino, Masakatsu; Miyamoto, Kei; Toda, Minoru (29 de junho de 2020). «Armored eyes of the whale shark». PLOS ONE. 15 (6): e0235342. Bibcode:2020PLoSO..1535342T. ISSN 1932-6203. PMC 7323965. PMID 32598385. doi:10.1371/journal.pone.0235342
20. ↑  McGreevy, Nora. «Whale Sharks Have Tiny Teeth on Their Eyeballs». Smithsonian Magazine. Cópia arquivada em 3 de maio de 2022
21. ↑  Read, Timothy D.; Petit, Robert A.; Joseph, Sandeep J.; Alam, Md. Tauqeer; Weil, M. Ryan; Ahmad, Maida; Bhimani, Ravila; Vuong, Jocelyn S.; Haase, Chad P. (dezembro de 2017). «Draft sequencing and assembly of the genome of the world's largest fish, the whale shark: Rhincodon typus Smith 1828». BMC Genomics. 18 (1). 532 páginas. ISSN 1471-2164. PMC 5513125. PMID 28709399. doi:10.1186/s12864-017-3926-9. Cópia arquivada em 16 de abril de 2022
22. ↑  Womersley, Freya; Hancock, James; Perry, Cameron T.; Rowat, David (fevereiro de 2021). «Wound-healing capabilities of whale sharks (Rhincodon typus) and implications for conservation management». Conservation Physiology. 9 (1): coaa120. doi:10.1093/conphys/coaa120
23. 1 2  Meekan, Mark G.; Taylor, Brett M.; Lester, Emily; Ferreira, Luciana C.; Sequeira, Ana M. M.; Dove, Alistair D. M.; Birt, Matthew J.; Aspinall, Alex; Brooks, Kim; Thums, Michele (2020). «Asymptotic Growth of Whale Sharks Suggests Sex-Specific Life-History Strategies». Frontiers in Marine Science (em inglês). 7. ISSN 2296-7745. doi:10.3389/fmars.2020.575683
24. 1 2  Wintner, Sabine P. (2000). «Preliminary Study of Vertebral Growth Rings in the Whale Shark, Rhincodon typus, from the East Coast of South Africa». Environmental Biology of Fishes. 59 (4): 441–451. doi:10.1023/A:1026564707027
25. 1 2 3 4  Ong, Joyce J. L.; Meekan, Mark G.; Hsu, Hua Hsun; Fanning, L. Paul; Campana, Steven E. (6 de abril de 2020). «Annual Bands in Vertebrae Validated by Bomb Radiocarbon Assays Provide Estimates of Age and Growth of Whale Sharks». Frontiers in Marine Science. 7. doi:10.3389/fmars.2020.00188
26. 1 2  Colman, J. G. (1997). «A review of the biology and ecology of the whale shark». Journal of Fish Biology (em inglês). 51 (6): 1219–1234. ISSN 1095-8649. PMID 29991171. doi:10.1111/j.1095-8649.1997.tb01138.x
27. 1 2  Stevens, J. D. (1 de março de 2007). «Whale shark (Rhincodon typus) biology and ecology: A review of the primary literature». Fisheries Research. Whale Sharks: Science, Conservation and Management. 84 (1): 4–9. ISSN 0165-7836. doi:10.1016/j.fishres.2006.11.008
28. 1 2  Rowat, D.; Brooks, K. S. (2012). «A review of the biology, fisheries and conservation of the whale shark Rhincodon typus». Journal of Fish Biology (em inglês). 80 (5): 1019–1056. ISSN 1095-8649. PMID 22497372. doi:10.1111/j.1095-8649.2012.03252.x
29. ↑  Norman, Bradley M.; Stevens, John D. (1 de março de 2007). «Size and maturity status of the whale shark (Rhincodon typus) at Ningaloo Reef in Western Australia». Fisheries Research. Whale Sharks: Science, Conservation and Management (em inglês). 84 (1): 81–86. ISSN 0165-7836. doi:10.1016/j.fishres.2006.11.015
30. ↑  Rohner, C. A.; Richardson, A. J.; Marshall, A. D.; Weeks, S. J.; Pierce, S. J. (2011). «How large is the world's largest fish? Measuring whale sharks Rhincodon typus with laser photogrammetry». Journal of Fish Biology (em inglês). 78 (1): 378–385. PMID 21235570. doi:10.1111/j.1095-8649.2010.02861.x. Cópia arquivada em 6 de maio de 2022
31. ↑  Wright, E. Perceval (2011). Six months at the Seychelles: letter to A. Searle Hart, LL. D., S.F.T.C.D. Londres: British Library, Historical Print Editions. ISBN 9781241491611. OCLC 835888086
32. ↑  Smith, H. M. (13 de novembro de 1925). «A Whale Shark (Rhineodon) in the Gulf of Siam». Science. 62 (1611). 438 páginas. Bibcode:1925Sci....62..438S. ISSN 0036-8075. PMID 17732228. doi:10.1126/science.62.1611.438
33. ↑  Gudger, E. W. (1938). «Whale Sharks Rammed by Ocean Vessels: How These Sluggish Leviathans Aid in Their Own Destruction». New England Museum of Natural History: Boston Society of Natural History. New England Naturalist. 1–15. OCLC 1759776
34. ↑  Maniguet, Xavier (1992). The Jaws of Death: Shark as Predator, Man as Prey. Nova Iorque: HarperCollins Publishers Limited. ISBN 978-0-00-219960-5
35. ↑  Eckert, Scott A.; Stewart, Brent S. (1 de fevereiro de 2001). «Telemetry and Satellite Tracking of Whale Sharks, Rhincodon Typus, in the Sea of Cortez, Mexico, and the North Pacific Ocean». Environmental Biology of Fishes (em inglês). 60 (1): 299–308. ISSN 1573-5133. doi:10.1023/A:1007674716437
36. ↑  Katkar, B.N. (1996). «Turtles and whale shark landed along ratnagiri coast, maharashtra». Marine Fisheries Information Service. 141. 20 páginas. Cópia arquivada em 16 de abril de 2022
37. ↑  Venkatesan, V; Ramamurthy, N; Boominathan, N; Gandhi, A. (2008). «Stranding of a whale shark, Rhincodon typus (smith) at Pamban, Gulf of Mannar» (PDF). Marine Fisheries Information Service. 198: 19–22. Cópia arquivada (PDF) em 16 de abril de 2022
38. ↑  Borrell, Asunción; Aguilar, Alex; Gazo, Manel; Kumarran, R. P.; Cardona, Luis (2011). «Stable isotope profiles in whale shark (Rhincodon typus) suggest segregation and dissimilarities in the diet depending on sex and size». Environmental Biology of Fishes. 92 (4): 559–567. ISSN 0378-1909. doi:10.1007/s10641-011-9879-y
39. ↑  Hasan, Saad (10 de fevereiro de 2012). «Experts to cut up 40.1-foot long whale shark today». The Express Tribune. Cópia arquivada em 7 de maio de 2021
40. ↑  Howard, Brian C. (28 de junho de 2016). «Whale Sharks Move in Mysterious Ways: Watch Them Online». National Geographic Society. Consultado em 12 de agosto de 2016. Cópia arquivada em 19 de novembro de 2018
41. ↑  «Drive to conserve whale shark». The Hindu. 30 de agosto de 2017. Cópia arquivada em 18 de abril de 2022 – via www.thehindu.com
42. ↑  Kaushik, Himanshu (30 de agosto de 2014). «Whale sharks found off Gujarat coast no expats, they are Indian». The Times of India. Consultado em 12 de maio de 2016. Cópia arquivada em 21 de julho de 2021
43. ↑  Dekker, Stefanie (17 de julho de 2020). «'What a privilege': Swimming with endangered whale sharks in Qatar». Aljazeera. Consultado em 28 de julho de 2020. Cópia arquivada em 18 de julho de 2020
44. ↑  de la Parra Venegas, Rafael; Hueter, Robert; Cano, Jaime González; Tyminski, John; Remolina, José Gregorio; Maslanka, Mike; Ormos, Andrea; Weigt, Lee; Carlson, Bruce; Dove, Alistair (29 de abril de 2011). «An Unprecedented Aggregation of Whale Sharks, Rhincodon typus, in Mexican Coastal Waters of the Caribbean Sea». PLOS ONE. 4. 6 (4): e18994. Bibcode:2011PLoSO...618994D. PMC 3084747. PMID 21559508. doi:10.1371/journal.pone.0018994
45. ↑  Dove, Alistair (27 de janeiro de 2015). «Yucatan Whale Sharks Swimming in Troubled Waters». Arquivado do original em 7 de novembro de 2017
46. ↑  Clingham, Elizabeth; Brown, Judith; Henry, Leeann; Beard, Annalea; Dove, Alistair D (2016). «Evidence that St. Helena island is an important multi-use habitat for whale sharks, Rhincodon typus, with the first description of putative mating in this species». Peerj. OCLC 8162956757. doi:10.7287/peerj.preprints.1885v1
47. ↑  «Attempted Whale Shark Mating Caught on Camera for the First Time in History». livescience.com. 24 de junho de 2019. Cópia arquivada em 16 de abril de 2022
48. ↑  Joung, Shoou-Jeng;  et al. (julho de 1996). «The whale shark, Rhincodon typus, is a livebearer: 300 embryos found in one 'megamamma' supreme». Environ. Biol. Fish. 46 (3): 219–223. doi:10.1007/BF00004997
49. ↑  Clark, Eugenie. «Frequently Asked Questions». Sharklady. Consultado em 26 de setembro de 2006. Arquivado do original em 5 de março de 2001
50. ↑  Schmidt, Jennifer V.; Chen, Chien-Chi; Sheikh, Saad I.; Meekan, Mark G.; Norman, Bradley M.; Joung, Shoou-Jeng (4 de agosto de 2010). «Paternity analysis in a litter of whale shark embryos» (PDF). Endangered Species Research. 12 (2): 117–124. doi:10.3354/esr00300. Cópia arquivada (PDF) em 30 de agosto de 2021
51. ↑  «Tiny whale shark rescued – World news – World environment». Associated Press via NBC News. 2009. Cópia arquivada em 21 de outubro de 2020
52. ↑  «St Helena whale sharks cause stir in Atlanta». South Atlantic Media Services. 14 de novembro de 2013. Consultado em 12 de maio de 2016 [ligação inativa]
53. ↑  «'Largest number in years': Over 100 new whale sharks spotted in Donsol». Rappler.com. 30 de agosto de 2019. Consultado em 4 de março de 2020. Cópia arquivada em 8 de março de 2021
54. ↑  Morelle, Rebecca (17 de novembro de 2008). «Shark-cam captures ocean motion». BBC News. Consultado em 30 de julho de 2009. Cópia arquivada em 16 de abril de 2022
55. 1 2  Jurassic Shark (2000) documentary by Jacinth O'Donnell; broadcast on Discovery Channel, 5 August 2006
56. ↑  Motta, Philip J.;  et al. (2010). «Feeding anatomy, filter-feeding rate, and diet of whale sharks Rhincodon typus during surface ram filter feeding off the Yucatan Peninsula, Mexico» (PDF). Zoology. 113 (4): 199–212. PMID 20817493. doi:10.1016/j.zool.2009.12.001. Cópia arquivada (PDF) em 15 de março de 2020
57. 1 2  Martin, R. Aidan. «Elasmo Research». ReefQuest. Consultado em 17 de setembro de 2006. Cópia arquivada em 13 de abril de 2022
58. ↑  «Whale shark». Ichthyology at the Florida Museum of Natural History. 11 de maio de 2017. Consultado em 17 de setembro de 2006. Arquivado do original em 5 de setembro de 2006
59. ↑  Schmidt, Jennifer V. (4 de dezembro de 2010). «Whale Sharks are BIG eaters!». The Shark Research Institute. Consultado em 24 de abril de 2016. Arquivado do original em 5 de maio de 2015
60. ↑  «Rhincodon typus (whale shark)». Animal Diversity Web. Consultado em 1 de setembro de 2016. Cópia arquivada em 16 de abril de 2022
61. ↑  Yong, Mila Mi Hua; Leistenschneider, Clara; Miranda, Joni Anne; Paler, Maria Kristina; Legaspi, Christine; Germanov, Elitza; Araujo, Gonzalo; Burkhardt-Holm, Patricia; Erni-Cassola, Gabriel (2021). «Microplastics in fecal samples of whale sharks (Rhincodon typus) and from surface water in the Philippines». Microplastics and Nanoplastics. 1 (1). 17 páginas. doi:10.1186/s43591-021-00017-9
62. 1 2  Compagno, Leonard J. V. (26 de abril de 2002). Sharks of the World: An Annotated and Illustrated Catalogue of Shark Species Known to Date: Bullhead, Mackerel and Carpet Sharks. 2. Roma: Organização das Nações Unidas para a Alimentação e a Agricultura (FAO). ISBN 978-92-5-104543-5
63. ↑  «Favorite Wins of 2013». Break.com. p. 1:24. Consultado em 24 de setembro de 2014. Arquivado do original em 26 de agosto de 2014
64. ↑  Robbins, J. (18 de julho de 2017). «Watch Iranian fisherman 'surf' on top of a whale shark across the Persian Gulf». International Business Times. Cópia arquivada em 16 de abril de 2022
65. ↑  Whitehead, Darren Andrew (2014). Establishing a quantifiable model of whale shark avoidance behaviours to anthropogenic impacts in tourism encounters to inform management actions (PDF). Hatfield, Inglaterra: Universidade de Hertfordshire. Cópia arquivada (PDF) em 24 de março de 2022
66. 1 2  «Pictures of the Day: Tuesday, Aug. 04, 2009». Time magazine. Cópia arquivada em 16 de abril de 2022
67. ↑  Hawes, Craig (2 de abril de 2013). «Snorkelling with whale sharks in Djibouti». Gulf News. Cópia arquivada em 3 de fevereiro de 2018
68. ↑  Womersley, Freya C.; Humphries, Nicolas E.; Queiroz, Nuno; Vedor, Marisa; da Costa, Ivo; Furtado, Miguel; Tyminski, John P.; Abrantes, Katya; Araujo, Gonzalo (17 de maio de 2022). «Global collision-risk hotspots of marine traffic and the world's largest fish, the whale shark». Proceedings of the National Academy of Sciences (em inglês) (20): e2117440119. ISSN 0027-8424. doi:10.1073/pnas.2117440119. Consultado em 14 de maio de 2022
69. ↑  Duffy, Clinton A. J.; Francis, Malcolm; Dunn, M. R.; Finucci, Brit; Ford, Richard; Hitchmough, Rod; Rolfe, Jeremy (2018). Conservation status of New Zealand chondrichthyans (chimaeras, sharks and rays), 2016 (PDF). Wellington, New Zealand: Department of Conservation. 11 páginas. ISBN 9781988514628. OCLC 1042901090. Cópia arquivada (PDF) em 8 de março de 2022
70. ↑  «Memorandum of understanding on the conservation of migratory sharks» (PDF). Convention on migratory species. p. 10. Consultado em 13 de fevereiro de 2012. Cópia arquivada (PDF) em 15 de abril de 2022
71. ↑  «Whale Sharks Receive Protection in the Philippines». Hayop. 27 de março de 1998. Cópia arquivada em 16 de fevereiro de 2020
72. ↑  «National Regulations on Whale Shark fishing». Departamento de Sustentabilidade, Meio Ambiente, Água, População e Comunidades. Cópia arquivada em 11 de fevereiro de 2012
73. ↑  «COA bans fishing for whale sharks». Taipei Times. 27 de maio de 2007. p. 4. Cópia arquivada em 21 de abril de 2021
74. ↑  Handwerk, Brian (24 de setembro de 2010). «Whale Sharks Killed, Displaced by Gulf Oil?». National Geographic News. Cópia arquivada em 20 de abril de 2016
75. ↑  «Whale shark». Convenção sobre o Comércio Internacional das Espécies Silvestres Ameaçadas de Extinção (CITES)
76. ↑  Hilton/Greenpeace, Paul (5 de fevereiro de 2014). «Hundreds of sharks killed in China». ABC News. Cópia arquivada em 16 de abril de 2022
77. ↑  «Lista de Espécies da Fauna Ameaçadas do Espírito Santo». Instituto de Meio Ambiente e Recursos Hídricos (IEMA), Governo do Estado do Espírito Santo. Consultado em 7 de julho de 2022. Cópia arquivada em 24 de junho de 2022
78. ↑  Extinção Zero. Está é a nossa meta (PDF). Belém: Conservação Internacional - Brasil; Museu Paraense Emílio Goeldi; Secretaria do Estado de Meio Ambiente, Governo do Estado do Pará. 2007. Consultado em 2 de maio de 2022. Cópia arquivada (PDF) em 2 de maio de 2022
79. ↑  Livro Vermelho da Fauna Ameaçada. Curitiba: Governo do Estado do Paraná, Secretaria do Meio Ambiente e Recursos Hídricos do Paraná. 2010. Consultado em 2 de abril de 2022
80. ↑  «PORTARIA N.º 444, de 17 de dezembro de 2014» (PDF). Instituto Chico Mendes de Conservação da Biodiversidade (ICMBio), Ministério do Meio Ambiente (MMA). Consultado em 24 de julho de 2021. Cópia arquivada (PDF) em 12 de julho de 2022
81. ↑  «Lista Oficial das Espécies da Fauna Ameaçadas de Extinção do Estado da Bahia.» (PDF). Secretaria do Meio Ambiente. Agosto de 2017. Consultado em 1 de maio de 2022. Cópia arquivada (PDF) em 2 de abril de 2022
82. ↑  «Rhincodon typus Smith, 1828». Sistema de Informação sobre a Biodiversidade Brasileira (SIBBr). Consultado em 16 de abril de 2022. Cópia arquivada em 10 de julho de 2022
83. ↑  «Livro Vermelho da Fauna Brasileira Ameaçada de Extinção» (PDF). Brasília: Instituto Chico Mendes de Conservação da Biodiversidade (ICMBio), Ministério do Meio Ambiente. 2018. Consultado em 3 de maio de 2022. Cópia arquivada (PDF) em 3 de maio de 2018
84. 1 2 3  Matsumoto; Toda; Matsumoto; Ueda; Nakazato; Sato; Uchida (2017). «Notes on Husbandry of Whale Sharks, Rhincodon typus, in Aquaria». In:  Smith, Mark; Warmolts; Thoney; Hueter; Murray; Ezcurra. The Elasmobranch Husbandry Manual II (em inglês). Columbus: Ohio Biological Survey. pp. 15–22. ISBN 9780867271676. OCLC 1001957014
85. ↑  «Whale Shark's Death Sparks Debate». wsbtv. 30 de novembro de 2007. Arquivado do original em 25 de março de 2010
86. 1 2 3  Moore, M. (25 de outubro de 2010). «Conservationists round on Chinese whale shark aquarium». The Telegraph. Consultado em 8 de novembro de 2017. Cópia arquivada em 12 de janeiro de 2022
87. 1 2 3  Mollet, H. (setembro de 2012). «Whale Shark Rhincodon typus Smith, 1828 in Captivity». Consultado em 8 de novembro de 2017
88. ↑  «令和二年度 沖縄美ら海水族館 年報» (PDF). Okinawa Churaumi Aquarium. Consultado em 28 de maio de 2021
89. 1 2 3  Schreiber, C; Coco, C (2017). «Husbandry of Whale Sharks». In:  Smith, Mark; Warmolts; Thoney; Hueter; Murray; Ezcurra. The Elasmobranch Husbandry Manual II (em inglês). Columbus: Ohio Biological Survey. pp. 87–98. ISBN 9780867271676. OCLC 1001957014
90. ↑  «Dubai hotel releases whale shark back into the wild». Associated Press. 20 de março de 2010. Cópia arquivada em 7 de agosto de 2015
91. ↑  Bennett; Kaiser; Selvan; Hueter; Tyminski; Lötter (2017). «Rescue, Rehabilitation and Release of a Whale Shark, Rhincodon typus, in the Arabian Gulf». In:  Smith, Mark; Warmolts; Thoney; Hueter; Murray; Ezcurra. The Elasmobranch Husbandry Manual II - Recent Advances in the Care of Sharks, Rays and Their Relatives (em inglês). Columbus: Ohio Biological Survey. pp. 229–235. ISBN 9780867271676. OCLC 1001957014
92. ↑  Chua, G. (16 de maio de 2009). «No whale sharks at Sentosa IR». Wild Singapore News. Consultado em 8 de novembro de 2017. Cópia arquivada em 7 de maio de 2022
93. ↑  «Resorts World considering alternatives to whale shark exhibit». AsianOne Travel. 16 de maio de 2009. Arquivado do original em 9 de junho de 2013
94. ↑  «Aquarium gains two new whale sharks». CNN. 1 de junho de 2007. Consultado em 1 de junho de 2007. Arquivado do original em 3 de junho de 2007
95. ↑  Sundquist, T. (18 de setembro de 2013). «Transporting the World's Largest Fish: A Whale [Shark] of a Task». Promega Connections. Consultado em 8 de novembro de 2017. Cópia arquivada em 8 de março de 2021
96. ↑  Briggs, Helen (17 de maio de 2018). «Madagascar emerges as whale shark hotspot». BBC News. Consultado em 12 de setembro de 2018. Cópia arquivada em 16 de abril de 2022
97. ↑  «Ocean Ambassadors – Sharks». One Ocean. Consultado em 16 de abril de 2022
98. ↑  Cannon, Marisa (21 de julho de 2015). «Swimming with whale sharks in the Philippines». cnn.com. CNN. Consultado em 16 de agosto de 2015. Cópia arquivada em 16 de abril de 2022
99. ↑  «Whale Shark». Discovery.com. 5 de setembro de 2013. Consultado em 3 de novembro de 2011. Cópia arquivada em 4 de março de 2009